# Oreoleysera
Oreoleysera là một chi thực vật có hoa trong họ Cúc (Asteraceae).

## Loài
Chi Oreoleysera gồm các loài: